# Lindera montanoides
Lindera montanoides är en lagerväxtart som beskrevs av Kostermans. Lindera montanoides ingår i släktet Lindera och familjen lagerväxter. Inga underarter finns listade i Catalogue of Life.